# 艾买尔江
艾买尔江（？—1997年3月23日）维吾尔族，籍贯不详，新疆维吾尔自治区阿克苏地区金银川垦区的干部。

## 生平
艾买尔江是位于新疆维吾尔自治区阿克苏地区的新疆生产建设兵团农一师金银川垦区一团民族农场党委书记。1997年3月23日凌晨，以吐尔逊·吐地为首的“东突”恐怖分子闯入艾买尔江的家中，将艾买尔江及其妻子杀害。
艾买尔江夫妇遇害后，留下了儿子迪里木拉提·麦麦提。当时迪里木拉提·麦麦提已经是一名警察。后来，迪里木拉提·麦麦提担任农一师金银川垦区公安局新黄宫派出所教导员兼党支部书记。